# Ямамото, Дзёта
Дзёта Ямамото (яп. 山本条太 ямамото дзё:та, род. 3 декабря 1959, Япония) — японский дипломат, посол Японии в Финляндии (2016—2019).

## Биография
Получил степень бакалавра права в Токийском университете, а степень магистра права — в Кембриджском университете.
В 1982 году поступил на службу в Министерство иностранных дел Японии и в 1983 году направлен в чине атташе в Посольство Японии в Великобритании.
С 1985 года работал в качестве представителя Японии в Отделе политики ООН (с 1988 года — в Отделе международных договоров).
С 1991 года назначен первым секретарем Постоянного представительства Японии при Организации Объединённых Наций
С 1994 года работал заместителем начальника Отдела договоров МИДа Японии.
С 1995 года работал в должности первого секретаря посольства Японии в России.
В 1997 году назначен заместителем начальника Первого североамериканского отдела МИДа Японии.
С 2002 года в качестве профессора кафедры управления политикой, преподавал в университете Кэйо.
С 2004 года был в должности начальника Отдела консульской политики МИДа Японии.
С августа 2009 года — поверенный в делах Японии в Пакистане.
С 2011 года назначен на должность Генерального консула Японии в Хьюстоне.
В 2013 году в должности Генерального директора по международным делам Министерства обороны Японии.
В 2016 году назначен на должность чрезвычайного и полномочного посла Японии в Финляндии и 21 апреля вручил верительные грамоты президенту Финляндии Саули Нийнистё.
Женат, имеет дочь.